# Medicinalstat
Medicinalstat (ursprungligen medicinalfond) kallades det statsanslag som Medicinalstyrelsen förfogade över för sina många uppgifter.
Medicinalfondens ursprung är ett privilegium som staten 1752 beviljade Collegium medicum för att importera och försälja mineralvatten. Intäkterna från denna verksamhet fonderades och användes för att bekosta provinsialläkarnas tjänsteresor, medicinska skrifter samt att befrämja "allehanda nyttiga medicinska inrättningar". Denna så kallade mineralvattenfond ersattes redan 1756 av ett fast anslag på 15 000 riksdaler per år under namnet "medicinalfond". En verklig budget för Medicinalverkets inkomster och utgifter fastställdes emellertid först den 21 juli 1773.
Medicinalstaten var längre obetydlig, men blev med tiden en allt mer betydande post i statsverkets utgifter. År 1911 uppgick Medicinalstyrelsens medel till drygt 11 miljoner kronor, av vilka merparten – drygt 10 miljoner kronor – gick till underhåll av sjukhus och sinnessjukanstalter.